# Kościół św. Gotarda w Poznaniu
Kościół św. Gotarda – kościół rzymskokatolicki, który zlokalizowany był w Poznaniu (osada Święty Gotard), w miejscu późniejszego klasztoru Dominikanów przy ul. Stawnej róg Garbar. Był jednym z trzech istniejących na lewym brzegu rzeki, przed lokacją miasta tamże (oprócz świątyń św. Wojciecha i św. Marcina). Kościół został rozebrany w XIII wieku.
Kościół powstał między 1131 a 1244. Wezwanie upamiętniało św. Gotarda z Hildesheim, którego kult był tamtych czasach bardzo popularny. Nadanie imienia patrona świadczyło o silnych ówczesnych związkach Poznania z Saksonią.
W 1244 książę Przemysł I nadał dominikanom plac na lewym brzegu Warty, w tym kościół św. Gotarda, pod planowany nowy klasztor. W zamian biskup Bogufał II otrzymał kościół św. Wojciecha na Wzgórzu Św. Wojciecha. Kościół św. Gotarda uległ rozbiórce. Osadzenie dominikanów było jednym z pierwszych kroków przygotowawczych do lokacji miasta lewobrzeżnego (1253). 